# Contre-la-montre masculin de cyclisme sur route aux Jeux olympiques d'été de 2000
Navigation
Atlanta 1996 Athènes 2004
La contre-la-montre masculin de cyclisme sur route, épreuve de cyclisme des Jeux olympiques d'été de 2000, a lieu le 30 septembre 2000 dans les rues de Sydney. La course s'est déroulée sur 46,8 kilomètres.
En octobre 2012, Lance Armstrong est suspendu à vie et disqualifié des résultats obtenus depuis le 1er août 1998 pour plusieurs infractions à la réglementation antidopage. Le CIO a annoncé son intention d'« ouvrir une enquête concernant l'implication de Lance Armstrong, d'autres coureurs et en particulier de leur entourage en ce qui concerne les Jeux olympiques et leur participation future aux Jeux ». Cette enquête a permis au CIO de décider du retrait de la médaille de bronze obtenu par Armstrong,.

## Résultats
| Rang                                | Cycliste             | Pays         | Temps        |
| ----------------------------------- | -------------------- | ------------ | ------------ |
| Médaille d'or, Jeux olympiques      | Viatcheslav Ekimov   | Russie       | 57 min 40 s  |
| Médaille d'argent, Jeux olympiques  | Jan Ullrich          | Allemagne    | + 8 s        |
| Médaille de bronze, Jeux olympiques | non attribué         |              |              |
| 4.                                  | Abraham Olano        | Espagne      | + 51 s       |
| 5.                                  | Laurent Jalabert     | France       | + 1 min 04 s |
| 6.                                  | Andrei Teteriouk     | Kazakhstan   | + 1 min 12 s |
| 7.                                  | Thor Hushovd         | Norvège      | + 1 min 20 s |
| 8.                                  | Santos González      | Espagne      | + 1 min 23 s |
| 9.                                  | Serhiy Honchar       | Ukraine      | + 1 min 40 s |
| 10.                                 | Tyler Hamilton       | États-Unis   | + 1 min 46 s |
| 11.                                 | Chris Boardman       | Royaume-Uni  | + 1 min 52 s |
| 12.                                 | Andreas Klöden       | Allemagne    | + 1 min 53 s |
| 13.                                 | Christophe Moreau    | France       | + 1 min 58 s |
| 14.                                 | Evgueni Petrov       | Russie       | + 2 min 00 s |
| 15.                                 | Raivis Belohvoščiks  | Lettonie     | + 2 min 17 s |
| 16.                                 | David Millar         | Royaume-Uni  | + 2 min 37 s |
| 17.                                 | Eugen Wacker         | Kirghizistan | + 2 min 41 s |
| 18.                                 | Sergiy Matveyev      | Ukraine      | + 2 min 45 s |
| 19.                                 | Nathan O'Neill       | Australie    | + 2 min 52 s |
| 20.                                 | Eric Wohlberg        | Canada       | + 2 min 54 s |
| 21.                                 | Dainis Ozols         | Lettonie     | + 3 min 06 s |
| 22.                                 | Martin Hvastija      | Slovénie     | + 3 min 27 s |
| 23.                                 | Raimondas Rumšas     | Lituanie     | + 3 min 28 s |
| 24.                                 | Víctor Hugo Peña     | Colombie     | + 3 min 30 s |
| 25.                                 | Artūras Kasputis     | Lituanie     | + 3 min 42 s |
| 26.                                 | Koos Moerenhout      | Pays-Bas     | + 3 min 46 s |
| 27.                                 | Alexandre Vinokourov | Kazakhstan   | + 3 min 54 s |
| 28.                                 | Tomáš Konečný        | Tchéquie     | + 3 min 56 s |
| 29.                                 | Erik Dekker          | Pays-Bas     | + 4 min 00 s |
| 30.                                 | Martin Rittsel       | Suède        | + 4 min 19 s |
| 31.                                 | Piotr Wadecki        | Pologne      | + 4 min 24 s |
| 32.                                 | Lauri Aus            | Estonie      | + 4 min 36 s |
| 33.                                 | Alex Zülle           | Suisse       | + 4 min 54 s |
| 34.                                 | René Haselbacher     | Autriche     | + 4 min 58 s |
| 35.                                 | Vítor Gamito         | Portugal     | + 5 min 36 s |
| 36.                                 | Amer El-Nady         | Égypte       | + 5 min 38 s |
| 37.                                 | Michael Andersson    | Suède        | + 7 min 39 s |

## Abandon
- Michael Sandstød

## Sources
- Résultats complets sur sports-reference.com
- (en) Résultats complets sur cyclingnews.com